# Bezirk Gurahumora
Bezirkul Gurahumora (în română Gura Humorului, în ruteană Gurahumora) a fost un bezirk (bițârc-în graiul bucovinean) în Ducatul Bucovinei. Acesta cuprindea părți din sud-estul Bucovinei. Reședința bezirkului era orașul Gura Humorului (Gura Humora). După Primul Război Mondial a devenit parte a României.

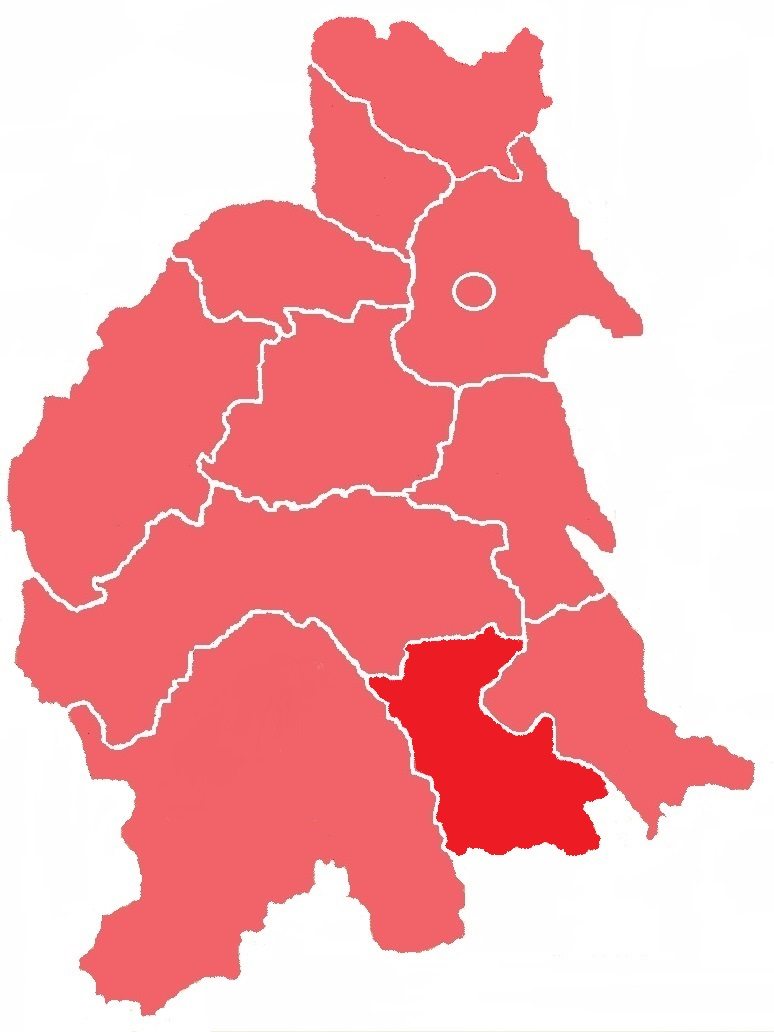
Bezirkul Gurahumora (1910)

## Istoric
Districtele politice moderne ale Monarhiei Habsbugice au fost create în jurul anului 1868 ca urmare a separării distictelor politice de cele judiciare. Zona ce a format ulterior acest bezirk era în 1868 parte a bezirkurilor Rădăuți (Bezirk Radautz) și Suceava (Bezirk Suczawa). La data de 1 octombrie 1893 districtul judiciar Gura Humorului (Gerichtsbezirk Gurahumora) din districtul poltic Suczawa și districtul judiciar Solca (Gerichtsbezirk Solka) din districtul politic Radautz au format districtul politic Gurahumora.
În Bezirkul Gura Humorului trăiau în anul 1900 55.741 de persoane. Populația era formată în anul 1900 din: 38.427 vorbitori nativi de limba română (68,9 %), 12.194 vorbitori nativi de limba germană (21,9 %), 1.472 vorbitori nativi de limba ruteană (2,6 %) și 3.399 vorbitori nativi de alte limbi (6,1 %). Suprafața bezirkului era în anul 1900 de 739,89 km² și cuprindea două districte judiciare cu 21 de comune.
| Anul | Locuitori | Vorbitori nativi de germană | Vorbitori nativi de ruteană | Vorbitori nativi de română | Vorbitori nativi de altă limbă |
| ---- | --------- | --------------------------- | --------------------------- | -------------------------- | ------------------------------ |
| 1900 | 55.741    | 12.194                      | 1.472                       | 38.427                     | 3.399                          |

## Localități
În anul 1910 bezirkul Gura Humorului era format din districtele judiciare Gura Humorului și Solca.
Gerichtsbezirk Gurahumora:
- Orașul Gura Humorului (Gurahumora în germană, Gurahumora în ruteană)
- Băișești (Bajaszestie)
- Stănilești (Kornoluncze/Stanilestie)
- Berchișești (Berkiszestie)
- Brăiești (Brajestie)
- Brașca (Braszka)
- Drăgoiești (Dragojestie)
- Lucăcești (Lukaczestie)
- Ilișești (Illischestie)
- Vornicenii Mari (Józseffalva)
- Capu Câmpului (Kapukimpolui)
- Capu Codrului (Kapukodrolui)
- Păltinoasa (Paltinossa)
- Mănăstirea Humorului (Humora Kloster)
- Boureni (Bori)
- Pleșa (Plesza/Pleschnitza)
- Poiana Micului (Buchenhain)
- Corlata (Korlata/Korlaten)
- Măzănăești (Mazanojestie/Mazanajestie)
- Ciprian Porumbescu (Stupka)
- Valea Moldovei (Wallessaka)
- Voroneț (Woronetz/Woranetz)

Gerichtsbezirk Solka:
- Solca (Solka)
- Arbore (Arbora)
- Bodnăreni (Bodnareny)
- Botoșana (Botuschana)
- Păltinoasa (Paltinossa)
- Clit (Glitt)
- Dealu Ederii (Lichtenberg)
- Iaslovăț (Iazlowetz)
- Cajvana (Keszwana)
- Pârteștii de Sus (Ober Pertestie)
- Solonețu Nou (Neu Solonetz)
- Cacica (Kaczyka)
- Pârteștii de Jos (Unter Pertestie)
- Poieni-Solca (Pojeny)